# Les Cenci (Artaud)
Pour l’article homonyme, voir Les Cenci.
Les Cenci est une pièce de théâtre du théoricien et dramaturge français Antonin Artaud créée le 6 mai 1935 et publiée intégralement pour la première fois en 1964 dans ses Œuvres complètes. Cette pièce est une première tentative de concrétisation de son Théâtre de la cruauté. Cette pièce se déroule dans l'Italie du seizième siècle, au sein de la famille Cenci : violée par son père, Béatrice Cenci, 16 ans, se venge en organisant le meurtre du géniteur incestueux ; sur ordre du pape, elle est condamnée à avoir la tête tranchée.

## Influences
La pièce a été adaptée de la tragédie de Shelley, nommée elle aussi Les Cenci, qu'Artaud a contractée en quatre actes. Il s'est aussi inspiré de textes de Stendhal pour rédiger son texte. La pièce a ainsi été sous-titrée Tragédie en quatre actes d'après Shelley et Stendhal.

## Personnages

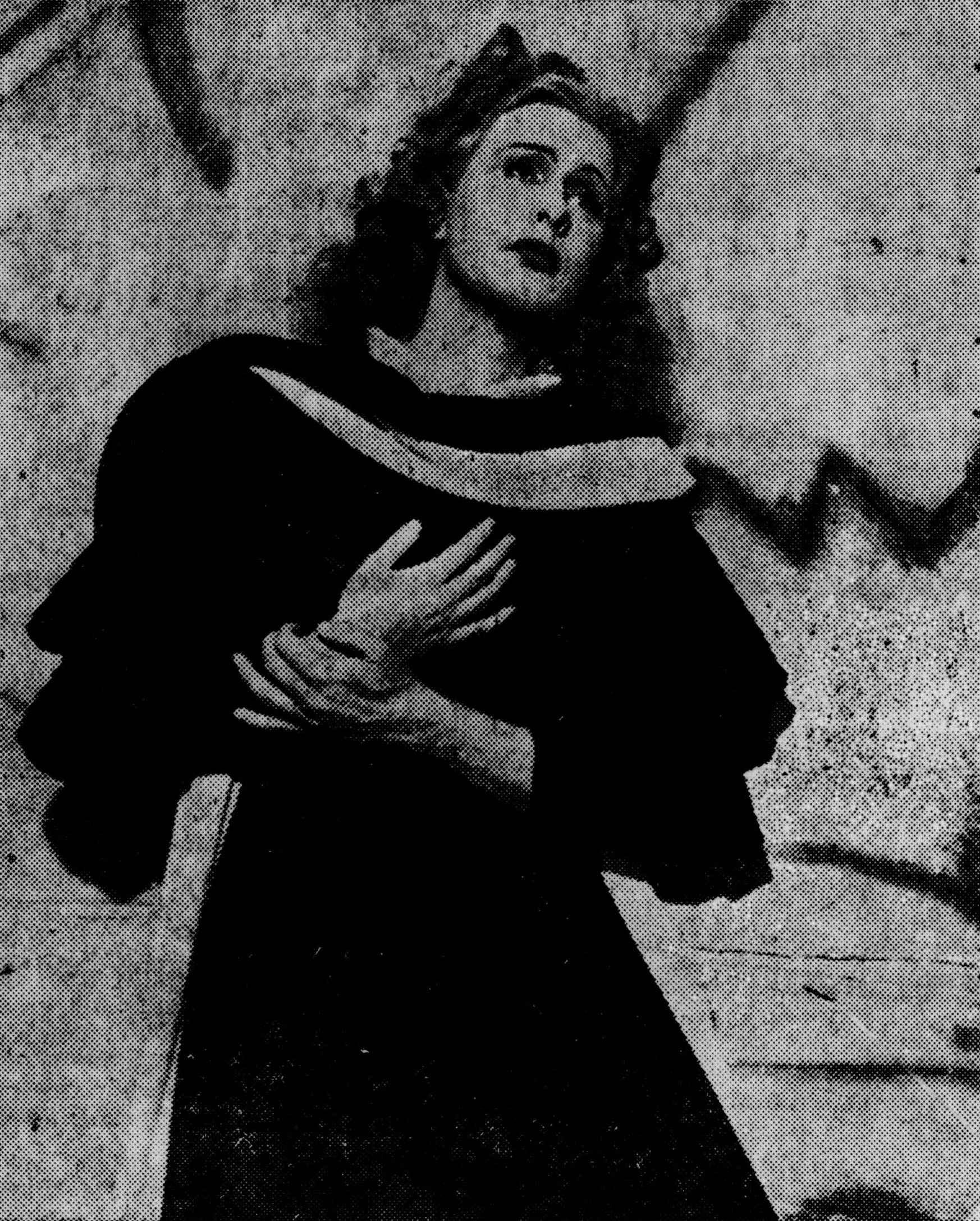
Iya Abdy interprétant le personnage de Beatrice Cenci.

- Le Comte Cenci, chef de la famille des Cenci : Antonin Artaud
- Beatrice Cenci, seule fille du comte : Iya Abdy
- Lucretia Cenci, seconde femme du comte et belle-mère de Béatrice : Cécile Bressant
- Bernardo, plus jeune fils du comte : Yves Forget
- Camillo, cardinal : Jean Mamy
- Orsino, prêtre, amant de Beatrice : Pierre Asso
- Giacomo Cenci, un des fils aînés du comte[4] : Julien Bertheau
- Un assassin : Roger Blin

## Mises en scène

### Création
La pièce a été créée en 1935 au Théâtre des Folies-Wagram sur une musique de Roger Désormière avec des décors et des costumes de Balthus. Artaud interprétait le comte Cenci. La pièce n'est jouée que 17 fois avant d'être retirée de l'affiche. La musique utilisée par Antonin Artaud était particulièrement moderne pour l'époque. Il a en effet utilisé de la musique concrète, avec des sons d'enclumes, d'écrous, de limes qui crissent, de tempête, un enregistrement des cloches de la cathédrale d'Amiens, mais il y avait aussi de la musique électronique, avec l'usage d'ondes Martenot. Artaud voulait que l'ambiance sonore « dégage le bruit d'une usine en plein mouvement ».

#### Accueil de la pièce
L'appréciation de Gérard Bauër dans l'Echo de Paris est nuancé "j'ai trouvé qu'il y avait dans la représentation de forts nobles moments et d'une vraie grandeur. M. Artaud qui jouait Censi, qui avait mis la pièce en scène, a souhaité visiblement une impression surnaturelle... il y est parvenu plus d'une fois..."
L'interprétation d'Iya Abdy est remarquée par Jean Prud'homme "du moins, le public parisien a-t-il la révélation dune interprète encore inonnue de lui et que l'âme même de la tragédie antique semble habiter. Puissamment originale, douée d'une vie intérieure ardente, Mme Iya Abdy incarne la sublime Béatrice Cenci  avec une intensité d'expression, une beauté d'attitudes et une profondeur d'accents qui la classent exceptionnellement dès ses débuts".
Musique et décor sont remarqués par Georges Le Cardonnel "Je ne vous dirai pas que la musique de M. Roger Desormière, rendue par les onde Martenot, m'a out le temps enchanté ; mais j'ai admiré les décors de M. Balthus, sans trop me demander à quoi pouvait bien servir le bizarre appareil qui surmontait le palais des Censi..."

### Adaptations postérieures
- 1969 : mise en scène Jean Gillibert, Théâtre de Châteauvallon[9]
- 1981 : mise en scène Jacques Baillon, Comédie-Française au Théâtre national de l'Odéon[10],[11]
- 2006 : mise en scène Georges Lavaudant, Théâtre national de l'Odéon[12]

## Théâtre de la cruauté
Antonin Artaud a essayé de réaliser dans cette pièce son idéal du Théâtre de la cruauté. Mais il admet cependant que cette pièce ne l'a pas véritablement réalisé. En effet il affirme dans une lettre à Jean Paulhan : « La conception était bonne. J'ai été trahi par la réalisation ». Même dans le texte, l'historien, préfacier de la pièce aux éditions Folio, Michel Corvin affirme que les scènes qui correspondent à son idéal sont particulièrement rares. Il cite ainsi la scène 3 de l'acte I, la scène 1 de l'acte III et la scène 1 de l'acte IV.